# Tury Sándor Kornél
Tury Sándor Kornél (Túry, Kassa, 1892. május 7. – Budapest, 1971. szeptember 28.) magyar jogász, jogtudós, egyetemi tanár, a Magyar Tudományos Akadémia levelező tagja.

## Élete
Tury Sándor (1856–1941) kúriai tanácselnök, jogi szakíró és Némethy Kornélia fiaként született. Jogi tanulmányait a Budapesti Tudományegyetem Jog- és Államtudományi Karán végezte, ahol 1914-ben doktorált, majd Budapesten dolgozott bírósági jegyzőként. 1918 és 1926 között az Igazságügyi Minisztérium tisztviselője volt, előbb fogalmazóként, majd bírósági, később miniszteri titkárként, 1926-ban pedig rövid ideig miniszteri osztálytanácsosként. 1921-től a Magyar Jogi Szemle főmunkatársaként is dolgozott.
Minisztériumi munkája mellett 1924-től a Pázmány Péter Tudományegyetem jogi- és államtudományi karán, illetve 1925-től a József Nádor Műszaki és Gazdaságtudományi Egyetem közgazdaság-tudományi karán a kereskedelmi és váltójog magántanára volt. 1926-ban a szegedi Ferenc József Tudományegyetemen a Kereskedelmi és Váltójogi Tanszék nyilvános rendkívüli, majd 1928-ban nyilvános rendes tanára lett, emellett 1926 és 1940 között a tanszék vezetője, 1935-től 1936-ig a Jog- és Államtudományi Kar dékánja, majd 1936 és 1937 között dékánhelyettese volt. Jogtudósként kereskedelmi és váltójoggal foglalkozott, kutatási területe ezen belül leginkább a biztosítási jog, a felelősségbiztosítás, a biztosítótársaságok és a biztosítási szerződések jogi kérdései voltak. 1939-ben a Magyar Tudományos Akadémia levelező tagjává választották.
Az egyetem egy részének 1940-es Kolozsvárra költözésétől 1945-ig itt volt a kereskedelmi és váltójog nyilvános rendes tanára. Az 1944-45-ös, a háborús események miatt csonka tanévben ismét betöltötte a jogi kar dékáni tisztségét. A második világháborút követően rövid ideig a kolozsvári magyar egyetem szerződéses tanáraként dolgozott, majd 1946-ban Magyarországra visszatérve a Magyar Agrártudományi Egyetem nyilvános rendes tanára lett, majd 1949-től 1956-os nyugdíjazásáig az MTA Állam- és Jogtudományi Intézetének tudományos munkatársa volt. 1949-ben az MTA tanácskozó tagjává minősítették vissza, így megszüntetve levelező tagságát, melynek visszaállítására csak 1971-ben bekövetkezett halála után, 1989-ben került sor.

## Főbb művei
- A felelősségbiztosítás (1923)
- Biztosítási jogunk alapelvei (1930)
- Igazságellenes tényezők a jogban (1935)
- Orvosi felelősség és valószínűsítési bizonyítás (1943)